# حادثه آبورانوکوجی
حادثه آبورانوکوجی (به ژاپنی: 油小路事件 あぶらのこうじじけん)، یک درگیری بین شینسنگومی و گوریواجی (حزب نگهبانان آرامگاه امپراتوری) در پایان دوره ادو (پایان شوگون‌سالاری توکوگاوا) بود. این آخرین درگیری داخلی در شینسنگومی بود. اعضای گوریواجی، ایتو کاشیتارو، تودو هیسوکه، هاتوری تاکه‌ئو و کئوچی آرینوسوکه کشته شدند.

## ترور ایتو کاشیتارو
در ۱۴ آوریل ۱۸۶۷، برای شینسنگومی مشخص شد که ایتو کاشیتارو، که شینسنگومی را برای تشکیل گوریواجی (حزب نگهبانان آرامگاه امپراتوری) ترک کرده بود، در جنبش طرفدار امپراتوری و ضد شوگون‌سالاری فعالیت می‌کرد و با قلمرو ساتسوما ارتباط دارد، زیرا از سایتو هاجیمه، که به عنوان جاسوس توسط شینسنگومی به این گروه نفوذ کرده بود، این اطلاعات را شنیده بود.
با این حال، نامه‌های ایتو از آن زمان همگی بر گفتگو تأکید داشتند و هیچ سابقه‌ای از اینکه خود ایتو کسی را به جز حادثه آبورانوکوجی کشته باشد، وجود نداشت. علاوه بر این، هیچ سابقه‌ای از تلاش او برای ترور کوندو ایسامی وجود نداشت، بنابراین نظریه‌ای وجود دارد که هیچ نقشه‌ای برای ترور کوندو وجود نداشته است.
گفته می‌شود که گوریواجیها دادخواستی مبنی بر درخواست تخفیف مجازات برای قلمرو چوشو که با شوگون‌سالاری ادو دشمنی داشتند، ارائه کردند که این امر کوندو ایسامی را خشمگین کرد و او از مجازات شدید قلمرو چوشو حمایت کرد و این امر منجر به حادثه آبورانوکوجی شد.
در ۱۳ دسامبر همان سال، کوندو ایسامی، ایتو را به بهانه نیاز به جمع‌آوری کمک‌های مالی و بحث در مورد امور دولتی به خانه معشوقه‌اش در شیچیجو دعوت کرد و در آنجا یک مهمانی مشروب‌خوری ترتیب داد و ایتو را کاملاً مست کرد. در راه بازگشت به خانه، چندین عضو شینسنگومی، از جمله اویشی کوواجیرو، به ایتو حمله کردند و موفق شدند او را با نیزه ترور کنند. اگرچه ایتو به شدت زخمی شد، اما یک ضربه به دشمن خود وارد کرد، فریاد زد "ای خائن!" و در مقابل معبد هونکوجی درگذشت.